# Premier ministre du Bangladesh
Le Premier ministre de la république populaire du Bangladesh (en bengali : গণপ্রজাতন্ত্রী বাংলাদেশের প্রধানমন্ত্রী romanisé : Gonoprojatantri Bangladesh Shorkarer Prodhanmontri) est le chef de gouvernement du Bangladesh. Le Premier ministre et son gouvernement sont collectivement responsables de leurs politiques et de leurs actions devant le Jatiya Sangsad — le parlement du pays —, devant leur parti politique et, en fin de compte, devant le corps électoral. Le Premier ministre est officiellement nommé par le président de la République.
La fonction est reprise par les forces armées pendant les années 1975 à 1978, de 1982 à 1986 et de 1990 à 1991 en raison de l'imposition de la loi martiale. Au cours de chacune de ces périodes, la direction du gouvernement national contrôlait l'armée avec l'autorité exécutive du président de la République et du Premier ministre. Au cours de la période entre 1996 et 2008, le conseiller principal du gouvernement intérimaire de la république populaire du Bangladesh exerce l'autorité conformément à la constitution en tant que chef du gouvernement pendant 90 jours pendant la transition d'un gouvernement élu à un autre. Le conseiller principal dirige un comité consultatif composé de dix conseillers. Avec des pouvoirs à peu près équivalents à ceux du Premier ministre d'un gouvernement élu, son pouvoir exécutif est cependant limité par certaines limites constitutionnelles. Le système est abandonné en 2011 par le 15e amendement de la constitution pour permettre au gouvernement politique de mener à l'avenir toute élection générale.
Le rôle de Premier ministre par intérim est actuellement assumé par Muhammad Yunus en tant que conseiller principal depuis le 6 août 2024, nommé par le président de la République, Mohammad Shahabuddin, à la suite de la démission de Sheikh Hasina. Cette dernière, Première ministre du 6 janvier 2009 au 5 août 2024, est celle qui a effectué le mandat le plus long à la tête du gouvernement dans l'histoire du pays.

## Nomination
Selon la Constitution, le Premier ministre est nommé par le président de la République sur la base des résultats des élections législatives contrôlés par la Commission électorale. Le Premier ministre est le chef du parti majoritaire (ou de la coalition) au Jatiya Sangsad et doit avoir la confiance de cette même assemblée pour gouverner. Le gouvernement est composé de ministres choisis par le Premier ministre et nommés par le président de la République. Au moins 90 % des ministres doivent être des députés. Les 10% restants peuvent être des experts non-députés ou des « technocrates » s'ils ne sont pas autrement disqualifiés pour être élus députés. Selon la constitution, le président de la République peut dissoudre le Parlement sur demande écrite du Premier ministre. Les nominations du Premier ministre et des autres ministres d'État et vice-ministres sont faites par le président.
Le Premier ministre est nommé et assermenté par le président de la République :

« আমি, (নাম), সশ্রদ্ধচিত্তে শপথ (বা দৃঢ়ভাবে ঘোষণা) করিতেছি যে, আমি আইন-অনুযায়ী সরকারের প্রধানমন্ত্রী (কিংবা ক্ষেত্রমত মন্ত্রী, প্রতি-মন্ত্রী, বা উপমন্ত্রী)-পদের কর্তব্য বিশ্বস্ততার সহিত পালন করিব: আমি বাংলাদেশের প্রতি অকৃত্রিম বিশ্বাস ও আনুগত্য পোষণ করিব; আমি সংবিধানের রক্ষণ, সমর্থন ও নিরাপত্তাবিধান করিব; এবং আমি ভীতি বা অনুগ্রহ, অনুরাগ বা বিরাগের বশবর্তী না হইয়া সকলের প্রতি আইন-অনুযায়ী যথাবিহীত আচরণ করিব। »

— Annexe III de la Constitution du Bangladesh

« Je, (nom du titulaire) jure (ou affirme) solennellement que je m'acquitterai fidèlement de mes fonctions de Premier ministre (ou, selon le cas) conformément à la loi : que je porterai une foi et une allégeance sincères au Bangladesh ; que je préserverai, protégerai et défendrai la Constitution ; et que je ferai droit à toutes sortes de personnes conformément à la loi, sans crainte de faveur, d'affection ou de mal »

— Annexe III de la Constitution du Bangladesh

## Histoire et chronologie
Les origines du Bangladesh se situent au Bengale, une province de l'Inde britannique qui comprend l'actuel Bengale-Occidental. Entre 1937 et 1947, il est gouverné par intermittence par un gouvernement élu par le peuple, dont le chef est souvent désigné comme Premier ministre du Bengale. En 1947, la province du Bengale est divisée entre l'État indien du Bengale-Occidental et celle du Pakistan oriental. Les trois anciens Premiers ministres du Bengale — A. K. Fazlul Huq, Khawaja Nazimuddin et Huseyn Shaheed Suhrawardy — sont devenus citoyens pakistanais ; ces deux derniers sont par la suite devenus Premier ministre du Pakistan dans les années 1950.
L'histoire du Pakistan oriental est marqué de 1947 à 1971 par l'instabilité politique et les difficultés économiques. Les institutions démocratiques naissantes sombrent face à l'intervention militaire en 1958, et le gouvernement pakistanais impose la loi martiale entre 1958 et 1962, puis de nouveau entre 1969 et 1971. Entre 1947 et 1971, la province est gouvernée par intermittence par les gouverneurs et par les ministres en chef du Pakistan oriental.

### Indépendance et première ère parlementaire (1971-1975)
La fonction moderne de Premier ministre est créé à la suite de la proclamation d'indépendance du Pakistan oriental auprès du gouvernement provisoire du Bangladesh le 17 avril 1971, et Tajuddin Ahmad en devient le premier titulaire de la fonction. Depuis l'adoption de la Constitution actuelle du Bangladesh en 1972, le titre officiel du poste est « Premier ministre de la république populaire du Bangladesh ».

### Coups d'État militaires et régimes présidentiels (1975-1991)
De 1975 à 1991, le Premier ministre est nommé par le président de la République qui détient alors le pouvoir exécutif.

### Retour à un régime parlementaire (1991-aujourd'hui)
En septembre 1991, le corps électoral approuve des changements à la constitution, créant officiellement un régime parlementaire et rendant le pouvoir de gouverner à la fonction du Premier ministre, comme dans la forme originale de la constitution du Bangladesh. En octobre 1991, les députés du Jatiya Sangsad élisent Abdur Rahman Biswas en tant que nouveau chef d'État.

#### Mandats de Khaleda Zia (1991-1996, 2001-2006)
Khaleda Zia devient Première ministre du Bangladesh à deux reprises de 1991 à 1996 et de 2001 à 2006. Une fois au pouvoir, le gouvernement de Khaleda Zia apporte des changements important à la politique de l'éducation, introduisant l'éducation gratuite pour les filles jusqu'à la dixième année, une allocation pour les étudiantes et des fonds pour le programme de nourriture pour l'éducation. Elle apporte également l'allocation budgétaire la plus élevée au secteur de l'éducation.
Elle conserve son poste de Première ministre après la victoire écrasante du BNP aux élections législatives du 15 février 1996 pour la sixième législature du Jatiya Sangsad. Ces élections, largement empreintes d'une suspicion de fraude, sont cependant boycottées par tous les autres grands partis qui exigent que le scrutin se tienne sous un gouvernement intérimaire neutre, à la suite d'allégations de trucage lors d'une élection partielle tenue en 1994. Le taux de participation est estimé à environ 5 %, bien que le gouvernement à l'époque prétend qu'il est beaucoup plus élevé. Le 12 juin 1996, le BNP perd contre la Ligue Awami de Sheikh Hasina lors des élections législatives anticipés, mais devient le plus grand parti d'opposition de l'histoire parlementaire du pays avec 116 sièges.
Dans le but de revenir au pouvoir, le BNP forme une alliance de quatre partis le 6 janvier 1999 avec son ancienne adversaire le Jatiya Party, le parti islamique Bangladesh Jamaat-e-Islami et l'Islami Oikya Jot (en) et lancé plusieurs campagnes d'agitation contre la ligue Awami au pouvoir. Aux élections législatives de 2001, le BNP remporte les élections avec une large majorité des deux tiers de sièges au parlement et 46 % des voix (par rapport aux 40 % du principal parti d'opposition) et permet à Khaleda Zia de prêter de nouveau serment en tant que Première ministre du Bangladesh.
Lors des élections de 2008, l'alliance fait face à une défaite écrasante. Khaleda qui dirige l'alliance à quatre partis ne remporte que 32 sièges et devient le plus petit parti d'opposition de l'histoire parlementaire du pays. Ils n’obtiennent que 32 % du total des voix alors que leur principal rival la Ligue Awami remporte plus de 50 % du total des voix.
Lors de l'élections de 2018, le BNP et son alliance de dix-huit partis boycottent et protestent violemment contre les élections mais en vain.

### Crise politique de 2007 et gouvernement intérimaire
Les élections législatives prévues le 22 janvier 2007 sont entachées de controverses. La Ligue Awami et ses alliés protestent, affirmant que les élections ne seraient pas équitables en raison du parti pris allégué du gouvernement intérimaire en faveur de Khaleda Zia et du BNP. Sheikh Hasina exige que le chef du gouvernement intérimaire, le président Iajuddin Ahmed, démissionne de son poste, et le 3 janvier 2007, elle annonce que la Ligue Awami et ses alliés boycotterons les élections. Plus tard dans le mois, l'armée dirigée par le général en chef Moinuddin Ahmed intervient et le président Iajuddin Ahmed est invité à démissionner de son poste de conseiller principal. Il déclare notamment la mise en place de l'état d'urgence. Un nouveau gouvernement intérimaire contrôlé par l'armée est formé avec le Fakhruddin Ahmed en tant que conseiller principal. Les élections législatives prévues sont reportées.
Le 12 janvier 2007, le président Iajuddin Ahmed nomme Fakhruddin Ahmed en tant que conseiller principal du gouvernement intérimaire. Pour un pays largement perçu comme l'un des plus corrompus au monde, l'aspect le plus marquant de la prise de fonction de Fakhruddin Ahmed est sa campagne anticorruption et contre l'establishment. Plus de 160 hauts responsables politiques, hauts fonctionnaires et responsables de la sécurité sont arrêtés, soupçonnés de corruption et d'autres délits économiques. Les accusations visent d'anciens ministres des deux principaux partis politiques, y compris les anciennes premières ministres Khaleda Zia et Sheikh Hasina et l'ancien conseiller Fazlul Haque.

#### Mandats de Sheikh Hasina (1996-2001, 2009-2024)
Sheikh Hasina perd contre Khaleda Zia lors des élections législatives de 1991 après n'avoir remporter 88 sièges, mettant son parti sur les bancs de l'opposition. Elle boycotte les élections du 15 février 1996, donnant à Khaleda Zia une victoire par défaut.
La Ligue Awami remporte 146 sièges aux élections législatives du 12 juin 1996. Le soutien du Jatiya Party et de quelques candidats indépendants est suffisant pour les 150 sièges ou plus nécessaires à la majorité requise. Sheikh Hasina prête serment en tant que Premier ministre du Bangladesh. Elle affirme sa volonté de créer un gouvernement d'union nationale. Bien que certains petits partis et quelques personnalités du BNP rejoignent le gouvernement, la distance entre les deux principaux partis politiques ainsi que leurs dirigeantes reste plus grande que jamais.
La Ligue Awami est défaite aux élections législatives de 2001. Elle ne remporte que 62 sièges au Jatiya Sangsad, tandis que l'alliance de quatre partis dirigée par le Parti nationaliste du Bangladesh remporte plus de 200 sièges, ce qui leur confère une majorité des deux tiers au Parlement. Sheikh Hasina est elle-même défaite dans sa circonscription de Rangpur, qui comprend la ville natale de son mari, mais remporte trois autres sièges. Hasina et la Ligue Awami rejettent les résultats, affirmant que l'élection est truquée avec l'aide du président de la République et du gouvernement intérimaire. Cependant, la communauté internationale reste largement satisfaite des élections et l'alliance de quatre partis continue à former le gouvernement.
Lors des élections législatives de décembre 2008, Sheikh Hasina remporte une victoire écrasante en remportant 230 sièges, ce qui lui donne la majorité des deux tiers au Parlement. Elle fait alliance avec JP et les fronts de gauche, ainsi sa Grande alliance remporte 252 sièges au parlement. Sheikh Hasina prête serment en tant que Première ministre le 6 janvier 2009. Elle demeure la Premier ministre du Bangladesh après avoir remporté les élections législatives du 5 janvier 2014 lorsque le BNP de Khaleda Zia boycotte le scrutin.
Sheikh Hasina obtient un quatrième mandat après avoir remporté les élections législatives de 2018, puis un cinquième après celles de 2024. Elle devient la Première ministre ayant exercé le plus longtemps depuis l'indépendance. À la suite d'importantes manifestations elle est contrainte de démissionner et de s'exiler en Inde le 5 août 2024.

## Rémunération et avantages
Selon la de loi amendée de 2016 sur la rémunération et privilège du Premier ministre, le salaire de l'occupant de la fonction est de 115 000 takas par mois. En outre, il reçoit un loyer mensuel de 100 000 takas et une allocation quotidienne de 3 000 takas.